# Mecocerculus hellmayri
Mecocerculus hellmayri là một loài chim trong họ Tyrannidae.